# Кубок России по волейболу среди женщин
Кубок России по волейболу среди женщин — ежегодное соревнование женских волейбольных команд России. Проводится с 1993 года.

## Формула соревнований
Соревнования состоят из предварительного и финального этапов. До 2004 в финальном этапе принимали участие 6-8 команд, на групповой стадии разделённые на две группы с последующим розыгрышем всех мест в формате плей-офф (за 1-4 и 5-8 места). С 2005 в финальной стадии Кубка участвуют 4 команды, разыгрывающие трофей в рамках «финала четырёх» (два полуфинала и два финала — за 1-е и 3-е места). Розыгрыши 2023 и 2024 годов преимущественно проходили по системе плей-офф (кроме предварительной стадии) с одним финальным матчем. Турнир 2025 проводился в иные сроки («весна»), чем все предыдущие розыгрыши, для перехода на систему «осень-весна».
До 2012 года турнир аналогично мужскому Кубку России проходил в три этапа. Розыгрыш 2018 года вновь состоял из трёх стадий. Победитель турниров 2005—2011 годов получал возможность в следующем сезоне представлять Россию в розыгрыше Лиги чемпионов. С 2009 года розыгрыш Кубка посвящён памяти заслуженного тренера СССР Гиви Александровича Ахвледиани.

## Призёры
| Год  | Место проведения финального этапа | 1-е место                            | 2-е место                            | 3-е место                            |
| ---- | --------------------------------- | ------------------------------------ | ------------------------------------ | ------------------------------------ |
| 1993 | Балаково                          | ЧМС (Челябинск)                      | ТТУ (Санкт-Петербург)                | «Синяя Птица» (Балаково)             |
| 1994 | Ейск                              | «Динамо» (Краснодар)                 | «Спартак» (Омск)                     | «Экран» (Санкт-Петербург)            |
| 1995 | Одинцово                          | «Заречье» (Московская обл.)          | «Динамо» (Краснодар)                 | «Метар» (Челябинск)                  |
| 1996 | Лазаревское                       | «Метар» (Челябинск)                  | «Заречье» (Московская обл.)          | «Динамо» (Краснодар)                 |
| 1997 | Липецк                            | «Метар» (Челябинск)                  | ЦСКА (Москва)                        | «Факел» (Новый Уренгой)              |
| 1998 | Сочи                              | ЦСКА (Москва)                        | «Искра» (Самара)                     | «Магия» (Липецк)                     |
| 1999 | Самара                            | Балаковская АЭС (Балаково)           | ЦСКА (Москва)                        | «Искра» (Самара)                     |
| 2000 | Москва                            | «Искра» (Самара)                     | «Университет» (Белгород)             | ЦСКА (Москва)                        |
| 2001 | Москва                            | ЦСКА (Москва)                        | «Стинол» (Липецк)                    | «Балаковская АЭС» (Балаково)         |
| 2002 | Тула                              | «Заречье-Одинцово» (Московская обл.) | «Самородок» (Хабаровск)              | «Тулица-Туламаш» (Тула)              |
| 2003 | Хабаровск                         | «Заречье-Одинцово» (Московская обл.) | ЦСКА (Москва)                        | «Самородок» (Хабаровск)              |
| 2004 | Белгород                          | «Заречье-Одинцово» (Московская обл.) | «Динамо» (Москва)                    | «Ленинградка» (Санкт-Петербург)      |
| 2005 | Москва                            | ЦСКА (Москва)                        | «Самородок» (Хабаровск)              | «Динамо» (Москва)                    |
| 2006 | Казань                            | «Заречье-Одинцово» (Московская обл.) | ЦСКА (Москва)                        | «Динамо» (Москва)                    |
| 2007 | Одинцово                          | «Заречье-Одинцово» (Московская обл.) | «Динамо» (Москва)                    | «Балаковская АЭС» (Балаково)         |
| 2008 | Санкт-Петербург                   | «Университет-Белогорье» (Белгород)   | «Динамо» (Москва)                    | «Заречье-Одинцово» (Московская обл.) |
| 2009 | Омск                              | «Динамо» (Москва)                    | «Заречье-Одинцово» (Московская обл.) | «Омичка» (Омск)                      |
| 2010 | Казань                            | «Динамо-Казань» (Казань)             | «Динамо» (Краснодар)                 | «Заречье-Одинцово» (Московская обл.) |
| 2011 | Москва                            | «Динамо» (Москва)                    | «Динамо-Казань» (Казань)             | «Динамо» (Краснодар)                 |
| 2012 | Краснодар                         | «Динамо-Казань» (Казань)             | «Динамо» (Москва)                    | «Динамо» (Краснодар)                 |
| 2013 | Краснодар                         | «Динамо» (Москва)                    | «Динамо-Казань» (Казань)             | «Динамо» (Краснодар)                 |
| 2014 | Краснодар                         | «Динамо» (Краснодар)                 | «Омичка» (Омск)                      | «Динамо» (Москва)                    |
| 2015 | Москва                            | «Динамо» (Краснодар)                 | «Динамо-Казань» (Казань)             | «Динамо» (Москва)                    |
| 2016 | Казань                            | «Динамо-Казань» (Казань)             | «Динамо» (Москва)                    | «Протон» (Саратовская область)       |
| 2017 | Казань                            | «Динамо-Казань» (Казань)             | «Енисей» (Красноярск)                | «Протон» (Саратовская область)       |
| 2018 | Калининград                       | «Динамо» (Москва)                    | «Енисей» (Красноярск)                | «Динамо-Казань» (Казань)             |
| 2019 | Казань                            | «Динамо-Казань» (Казань)             | «Динамо» (Москва)                    | «Локомотив» (Калининград)            |
| 2020 | Москва                            | «Динамо-Ак Барс» (Казань)            | «Динамо» (Москва)                    | «Динамо» (Краснодар)                 |
| 2021 | Санкт-Петербург                   | «Динамо-Ак Барс» (Казань)            | «Локомотив» (Калининград)            | «Динамо» (Москва)                    |
| 2022 | Тула                              | «Динамо» (Москва)                    | «Локомотив» (Калининград)            | «Динамо-Метар» (Челябинск)           |
| 2023 | Санкт-Петербург                   | «Динамо» (Москва)                    | «Ленинградка» (Санкт-Петербург)      | —                                    |
| 2024 | Казань                            | «Динамо-Ак Барс» (Казань)            | «Ленинградка» (Санкт-Петербург)      | —                                    |
| 2025 | Санкт-Петербург                   | «Локомотив» (Калининград)            | «Динамо-Ак Барс» (Казань)            | «Заречье-Одинцово» (Московская обл.) |